# 도적놈
도적놈은 한국에서 제작된 윤봉춘 감독의 1930년 영화이다. 윤봉춘 등이 주연으로 출연하였고 장두한 등이 제작에 참여하였다.

## 출연

### 주연
- 윤봉춘
- 주인규
- 이명숙
- 하소양